# 山口県立岩国工業高等学校
山口県立岩国工業高等学校（やまぐちけんりついわくにこうぎょうこうとうがっこう, Yamaguchi Prefectural Iwakuni Technical High School）は、山口県岩国市に所在する県立の工業高等学校。

## 概要
歴史
1935年（昭和10年）創立の「岩国町立岩国商工学校」を前身とする。1948年（昭和23年）の学制改革により新制高等学校となった。現校名になったのは1953年（昭和28年）。2015年（平成27年）に創立80周年を迎える。
設置課程・学科
全日制課程 4学科（学年制）
- 機械科
- 電気科
- 都市工学科
- システム化学科

校訓
「責任・協調・創造」
校章
中央に「工高」の文字（縦書き）を置いている。
校歌
校閲は永田新之允、作詞は関口貞雄、校曲は戸山学校による。

## 沿革
旧制・工業学校時代
- 1935年（昭和10年）7月10日 - 「岩国町立岩国商工学校」の設立が認可される。
  - 学校種類は「甲種」程度[1]で商業科と木材工芸科を設置。入学資格を高等小学校を卒業した14歳以上、修業年限を3年（現在の中3から高2に相当）とする。
- 1937年（昭和12年）4月 - 岩国町錦見山田に新校舎が完成し移転。
- 1939年（昭和14年）4月 - 商業科（尋常小学校を卒業した12歳以上の男子・修業年限5年）と工業科（機械・精密機械・電気・金属工業）を設置。木材工芸科を廃止。
- 1940年（昭和15年）1月 - 商工学校から工業科が分離の上、県立移管され「山口県立岩国工業学校」として独立。商業学校から校舎の一部を借用。
- 1943年（昭和18年）4月1日 - 中等学校令の施行により、この時の入学生から修業年限が4年となる。
- 1944年（昭和19年）
  - 3月30日 - 航空機科、工業化学科、電気通信科を増設。
  - 4月1日 - 教育ニ関スル戦時非常措置方策により、岩国市立山口県岩国商業学校が廃校となる。
    - 商業学校から1・2・3年修了者（1941年（昭和16年）・1942年（昭和17年）・1943年（昭和18年）入学生）が山口県立岩国工業学校に移籍。
    - 商業学校4年修了者（1940年（昭和16年）入学生は暫定措置として「山口県立岩国商業学校」を併設して収容（商業学校の生徒募集は停止され、在校生は5年生のみ）。
- 1945年（昭和20年）3月 - 5年修了者の卒業とともに山口県立岩国商業学校が廃止される。
- 1946年（昭和21年）1月
  - 航空機科を廃止。
  - 終戦により「山口県立岩国商業学校」の設置が認可され、岩国工業学校の校舎を貸与。希望者の商業学校復学編入を許可。また修業年限を5年に戻す（ただし4年で卒業することもできた）。
- 1947年（昭和22年）
  - 4月 - 学制改革（六・三制の実施）が行われる。
    - 生徒募集を停止。
    - 新制中学校が併設され（名称:山口県立岩国工業学校併設中学校、以下・併設中学校）、工業学校1・2年修了者を新制中学2・3年生として収容。
    - 併設中学校は経過措置としてあくまで暫定的に設置されたもので、新たに生徒募集は行われず在校生が2・3年生のみの中学校であった。

  - 6月11日 - 電気通信科を廃止。

新制・工業高等学校
- 1948年（昭和23年）
  - 4月1日 - 学制改革により、工業学校は廃止され新制高等学校「山口県立岩国工業高等学校」が発足。
    - 工業学校卒業者（5年修了者）を新制高校3年生、工業学校4年修了者を新制高校2年生、併設中学校卒業者（3年修了者）を新制高校1年生として収容。
    - 併設中学校を継承し（名称:山口県立岩国工業高等学校併設中学校）、在校生が1941年（昭和21年）に工業学校へ最後に入学した3年生のみとなる。
- 1950年（昭和25年）4月1日 - 公立高校の再編により山口県立岩国商業高等学校と統合の上、「山口県立岩国商工高等学校」と改称。
- 1953年（昭和28年）4月1日 - 岩国商工高等学校から工業科が分離し「山口県立岩国工業高等学校」として独立。
- 1984年（昭和59年）4月1日 - 工業化学科から化学工業科に科名変更。
- 1986年（昭和61年）4月1日 - 金属工業科にコース制（機械材料技術・電子材料技術）導入。
- 1989年（平成元年）4月1日 - 金属工業科から、材料技術科に変更。
- 1997年（平成9年）4月1日 - 都市工学科を設立。
- 2003年（平成15年）4月1日 - 材料技術科を材料化学科に変更。
- 2009年（平成21年）4月1日 - 材料化学科がシステム化学変更

## 部活動
運動部
- サッカー部、硬式野球部、ソフトテニス部、バスケットボール部、バレーボール部、卓球部、柔道部、剣道部、弓道部、ハンドボール部、フェンシング部、陸上競技部の12運動部
- 野球部 - 夏の甲子園大会に出場経験がある。 1回（1955年（昭和30年））
- 男子ハンドボール部 - 全国高等学校ハンドボール選抜大会において、1978年、1980年、2016年の3回全国制覇を果たしている。またインターハイにおいても2012年、2016年の2度全国制覇を果たしている。

文化部
- 無線部、写真部、美術部、吹奏楽部、科学研修部の5文化部とコンピュータ同好会、囲碁将棋同好会の2同好会
- 科学研修部はロボットの強豪で毎年県大会を勝ち上がり全国高等学校ロボット競技大会に出場している。2008年の大阪大会では全国制覇を成し遂げている

## 著名な出身者
- 兼重宏行（ビッグモーター創業者）
- 松林茂（元プロ野球選手）
- 芦岡俊明（元プロ野球選手）
- 田村勲（元プロ野球選手）
- 森慎二（元プロ野球選手）
- 児玉辰春（児童文学作家）
- 山下やよい（マリンバ奏者）
- 澄川喜一（彫刻家）
- 徳田新之介（ハンドボール選手）
- 徳田廉之介（ハンドボール選手）
- 田村卓大（ハンドボール選手）
- 野村浩輝（ハンドボール選手）
- 助安功成（ハンドボール選手）
- 加納虹輝（フェンシング選手）

## 交通
最寄りのバス停
- 岩国市営バス 「裁判所」より徒歩5分

最寄りの鉄道駅
- JR西日本岩徳線/錦川鉄道錦川清流線 「西岩国駅」より徒歩15分

最寄りの道路
- 国道2号 「錦見5丁目」交差点

## 周辺
- 岩国市立岩国中学校
- 岩国市立岩国図書館
- 山口地方裁判所岩国支部・岩国簡易裁判所・山口地方検察庁
- 山口県立岩国総合支援学校